# 平江历史街区
平江历史街区位於中国江苏省苏州市姑苏区东北部，街區以平江路和平江河为中轴线，东到外城河，西到临顿路，南起干将路，北到白塔东路，面积约116.5公顷。
平江历史街区具有深厚的历史文化底蕴,是苏州现存最典型、最完整的历史文化保护区，仍然保留着800年来路河并行的城市格局，以及为数众多的传统江南风格和体量的建筑，道路宽度，两侧原为安静的居住区，包括世界文化遗产1处—耦园，各级文物保护单位9处，控保建筑43处。
2014年6月22日，平江历史街区被列爲世界文化遗产大運河的組成部分。

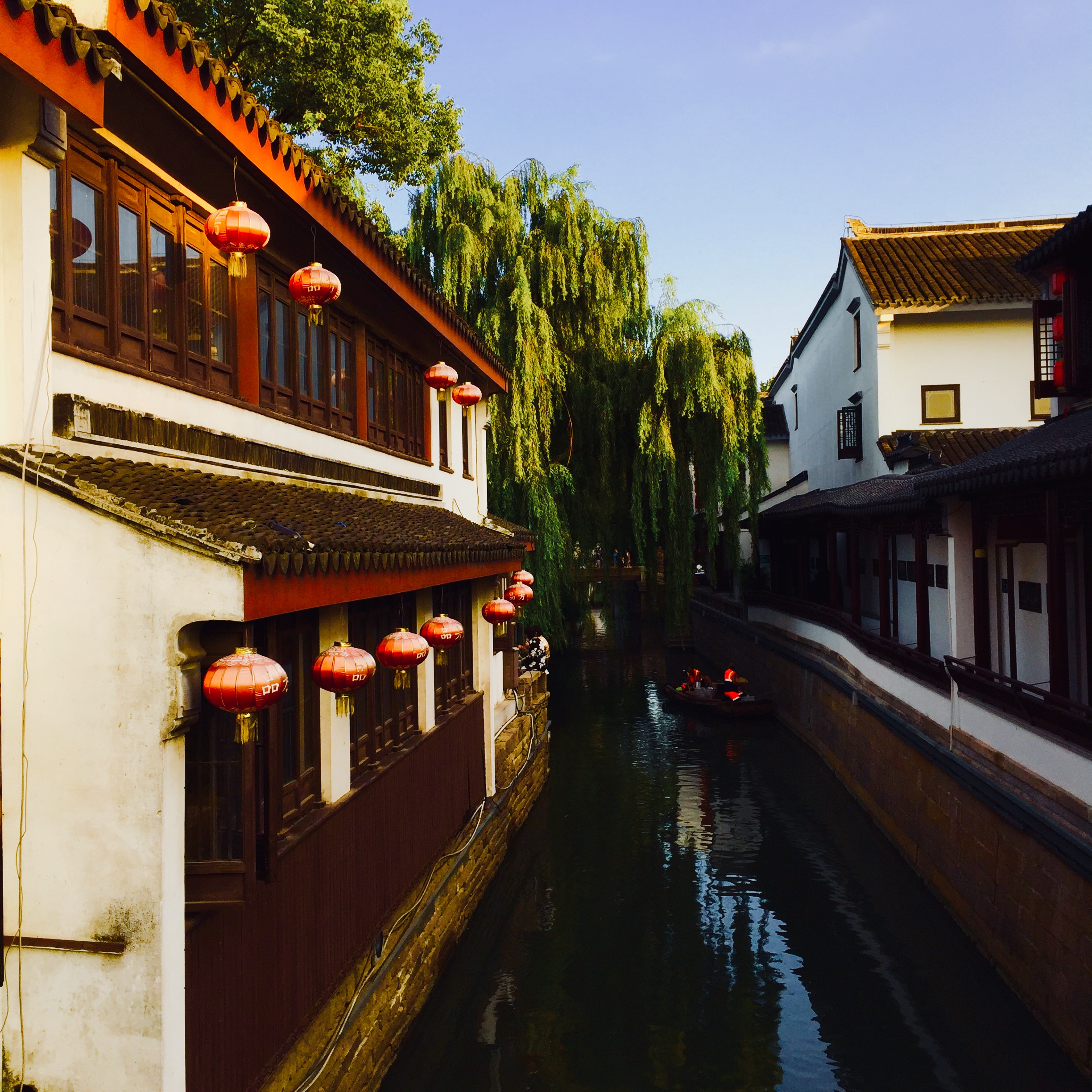
河景

与平江路两侧的小巷甚多，也都是河路并行的格局。因此平江路及其两侧拥有众多的桥梁。平江路上的石桥多为平桥，可以通车；两侧的水巷上则保留了拱桥，包括朱马交桥、唐家桥、胡相思桥、通利桥、小新桥与众安桥等。

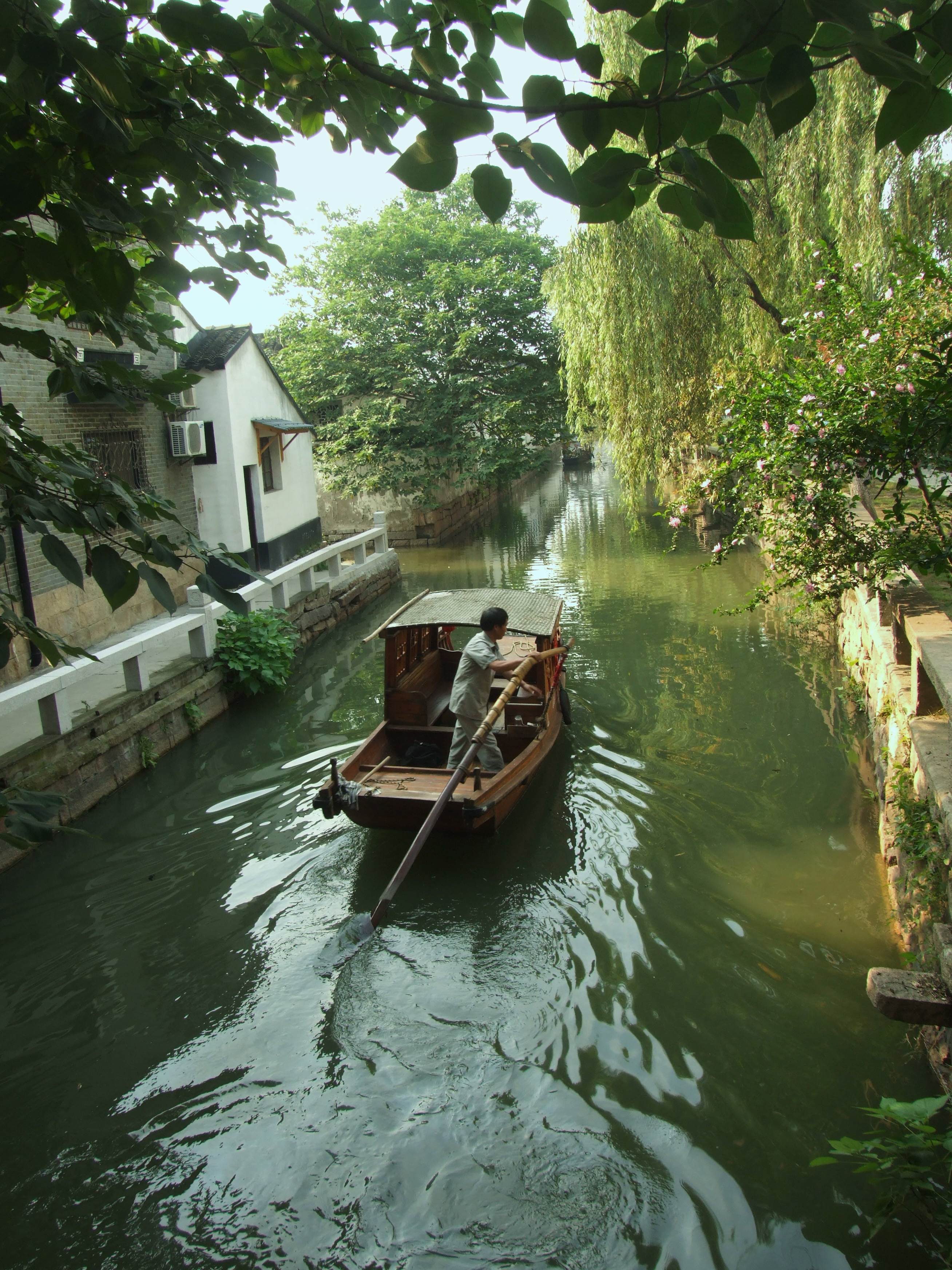
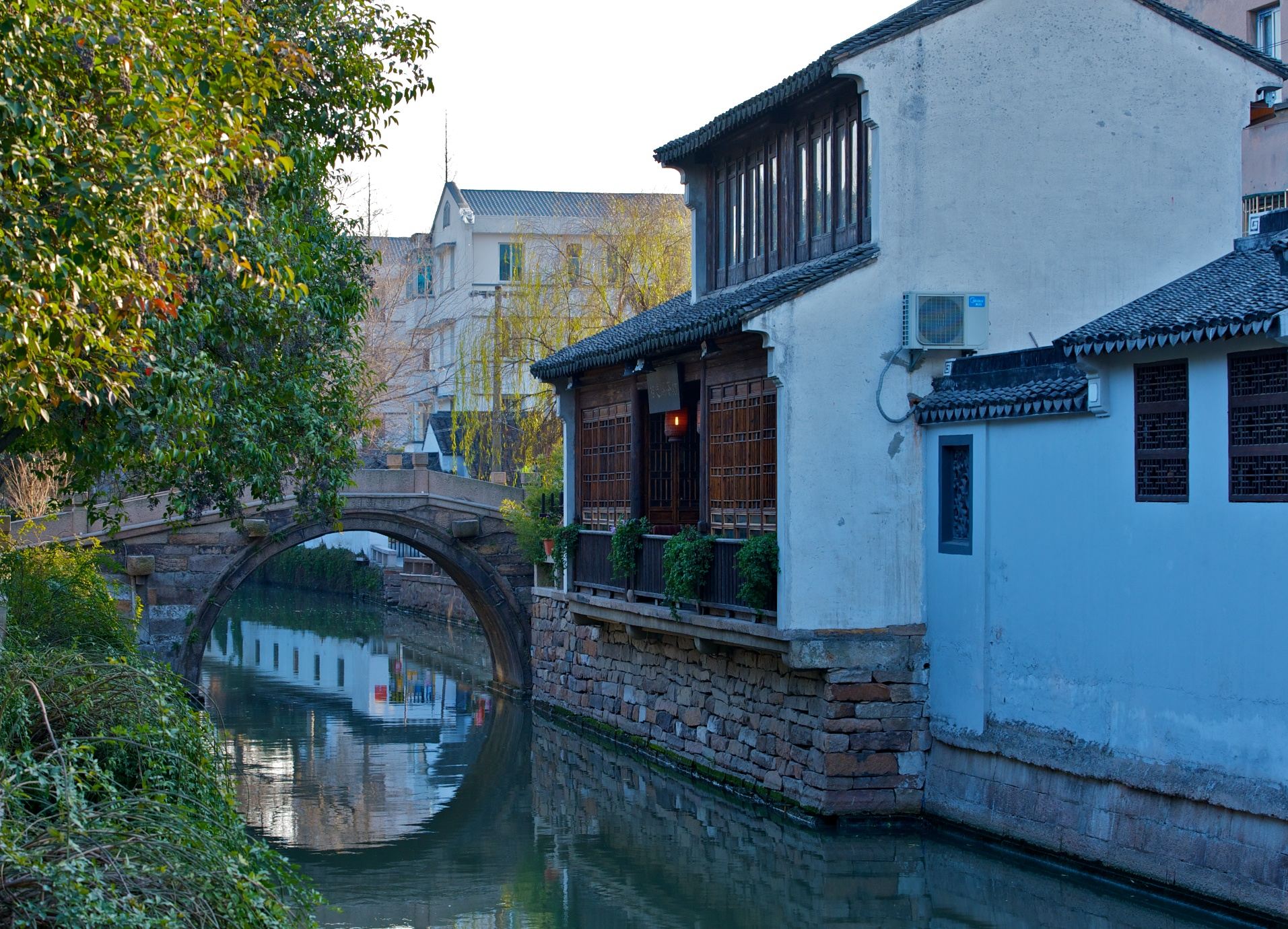